# Могленицас
Моглени́цас (греч. Μογλενίτσας), также Могленица (болг. Мъгленица), Алмопе́ос (Αλμωπαίος) — река на севере Греции, в Македонии, левый приток Альякмона. Водосборным бассейном является плато Аридеи к югу от гор Ворас и Кожуф, между Вермионом на западе и Пайконом на востоке. Площадь водосбора 1200,06 квадратного километра. Водосборный бассейн находится в исторической области Моглена (Алмопия), в общине (диме) Алмопия в периферийной единице Пела в периферии Центральная Македония. Далее река протекает через две теснины у деревни Апсалос. Огромное количество аллювия, переносимое реками (главным образом, реками Аксьос (Вардар) и Альякмон), вследствие длительного накопления (аккумуляции) в мелком заливе Термаикос образовали обширную аллювиальную Салоникскую равнину. Прежде река впадала в озеро Яницы, осушенное в 1928—1932 годах. В 1935 году был построен канал 66 длиной 35,5 километра. Река входит в канал 66 близ деревни Кали в общине Скидра. Канал 66 протекает в общине Верия в периферийной единице Иматия и впадает в Альякмон близ деревни Кулура.

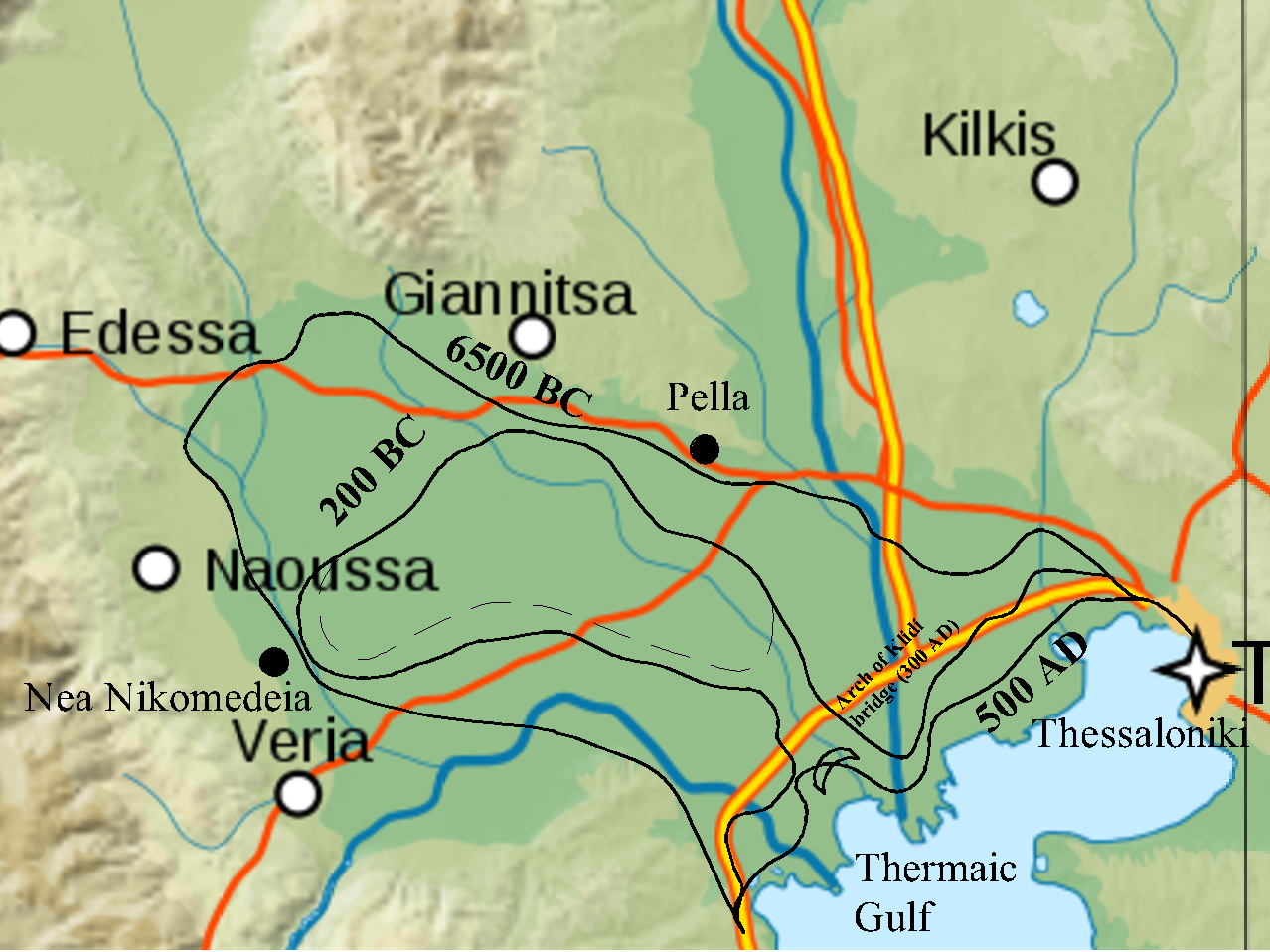
Рост Салоникской равнины и изменение береговой линии залива Термаикос. Реконструкция (Bottema, S. 1974)

Важным притоком является ручей Топлица (Νικολάου ή Ίσιο Πεύκο) в ущелье Лутракиона. В деревне Лутра-Лутракиу расположены термальные источники.